# Каменичка Скакавица
Каменичка Скакавица е село в Западна България. Намира се в община Кюстендил, област Кюстендил.
Името си води от водопада, наричан някога Скакавица, на рекичката Каменчица. Намира се на около 500 м южно от Дудевска махала. Водата скачала от височина 4 м - от скала, която по-късно е била разбита за строителен материал. Така водопадът бил унищожен от местните хора. Селото било наречено Каменичка Скакавица, за да се различава от другото кюстендилско село Полска Скакавица.

## География
Село Каменичка Скакавица се намира в планински район, в географската област Каменица, по северните склонове на Осоговската планина и по възвишението Ротец, между реките Канадзирица и Каменчица Надморска височина при центъра /шосето за Гюешево/ 980 м.
Селото отстои на 18 километра западно от град Кюстендил. През Каменичка Скакавица минава международния път Е 871, който през Велбъждския проход свързва Кюстендил с Крива паланка.
Разпръснат тип селище, съставено от махали: Дудувска, Павлевска, Мустракийска, Пилищарска, Шельовска, Чакмаджийска, Гьоларска, Куртинска, Белавска, Чифутска, Център.
Климат: умерен, преходно-континентален.
През годините селото принадлежи към следните административно-териториални единици: От 1883 г. е към Преколнишка община; от 1934 г. - към община Раненци. От 1978 г. е кметство към Селищна система Гюешево, а от 1983 г. - към Селищна система Гърляно. От 1987 г., след закриването на селищните системи, селото е кметство към Кюстендилска община.

## Население
Към есента на 2021 г. целогодишно живеят 35 души.
| Година    | 1880 | 1900 | 1926 | 1934 | 1946 | 1956 | 1965 | 1975 | 1978 | 1984 | 1985 | 1992 | 2001 | 2009 |
| Население | 311  | 440  | 506  | 482  | 488  | 440  | 379  | 386  | 264  | 209  | 239  | 194  | 149  | 105  |

## История
Няма запазени писмени данни за времето на възникване на селото. Останките от античен некропол и късносредновековно селище свидетелстват, че района е населяван от дълбока древност.
Село Каменичка Скакавица е старо средновековно селище, регистрирано в турски данъчен регистър от 1570 – 1572 г. под името Скакавица като султански хас към нахия Ълъджа (Кюстендил) на Кюстендилския санджак с 28 домакинства, 33 ергени и 2 бащини. В регистър от 1576 г. се споменава с името Искакавиче.
През 1866 г. има 22 домакинства със 142 жители. В началото на ХХ век селото има 26397 декара землище, от които 3167 дка ниви, 12548 дка гори, 9556 дка пасища, 1106 дка ливади, 20 дка зеленчукови градини и се отглеждат 443 глави едър и 372 глави дребен добитък. Основен поминък на селяните са земеделието, животновъдството и дърводобива. Развиват се домашните занаяти. В селото имало 2 воденици, 2 кръчми, бакалница и 4 шивачи.
През 1892 г. е открито училище, което се е помещавало в частна къща. а от 1904 г. е в собствена сграда. Училището функционира до 1970 г. Сега в сградата се помещава Кметството.
През 1938 г. са залесени 60 дка с бор в местността „Мартиница“. През 1950 г. е основано читалище „Светлина“, като през 1960 г. е изграден нов читалищен дом.
Селото е електрифицирано през 1946 г. и водоснабдено през 1960 – 1980 г.
През 1956 г. е учредено ТКЗС „Победа“, което от 1960 г. до 1963 г. е към ДЗС Кюстендил, филиал Гюешево, от 1963-1971 г е към ДЗС Раненци, от 1971-1979 г. - към АПК Раненци, от 1979 г. е включено в състава на АПК „Румена войвода“ – с.Гърляно. След 1991 г. се извърши ликвидация и връщане на земята на бившите собственици и техните наследници. Голяма част от имотите запустяха.
В Каменичка Скакавица съществуват някои екологични проблеми, въпреки от десетилетие преустановеното дългогодишно извозване на руда със самосвали от Сребърно коло до флотационната фабрика в с. Гюешево. Вреден сив прах се разнася при вятър от близките нерекултивирани хвостохранилища „Гюешево 2,3 - обединено“. Но периодично взиманите почвени проби не показват повишени съдържания на вредни елементи и могат да се отглеждат характерните за района селскостопански култури.
В началото на XXI век, в резултат на промените в страната след 1989 г. и засилената миграция, населението намалява. Перспективите за развитие на селото са свързани с овощарството и развитието на селски туризъм и екологично земеделие и животновъдство.

## Религии
Село Каменичка Скакавица принадлежи в църковно-административно отношение към Софийска епархия, архиерейско наместничество Кюстендил. Населението изповядва източното православие.

## Исторически, културни и природни забележителности
- Градището – останки от римска крепост – на около 3 км югоизточно от селото
- Осоговската планина,
- Ждрелото на река Каменчица
- Извор „Светената вода“

## Редовни събития
- на 24 май – събор с курбан в двора на училището;
- на Митровден (Димитровден) – постен курбан.

## Родени в Каменичка Скакавица
- Георги Николчов, български революционер, четник на Кръсто Лазаров в 1914 година, роден в Каменичка или в Полска Скакавица[3]
- Иван Ваклев, български хайдутин от XIX век, от четата на Румена войвода
- Стоян Петров Стойков, комунистически партизанин (интернационалист), загинал в бой с италианци и усташи в Хърватия през февруари 1943 година
- Яков Крайков, роден в XVI век, първият български издател и книжовник